# Club Atlético Independiente (fútbol femenino)
El Club Atlético Independiente es un club multideportivo de Argentina con sede en la ciudad bonaerense de Avellaneda. Fue fundado oficialmente el 1 de enero de 1905 en la Ciudad de Buenos Aires, sin embargo su origen data del 4 de agosto de 1904. Su sección de Fútbol femenino juega actualmente en la Primera División A de Argentina.

## Historia
El Club Atlético Independiente fue uno de ocho equipos participantes del primer torneo femenino amateur de fútbol argentino en 1991.
Hasta el momento sus mejores resultados en la Primera División A fueron los tres subcampeonatos consecutivos logrados en los torneos Clausura 2002, Apertura 2002 (en donde al salir igualado en puntos con River Plate se definió el campeonato por medio de un partido de desempate) y Clausura 2003.

### Descenso y retorno a Primera División
Su único descenso a Primera División B fue en la temporada 2016-17. En dicha división permaneció solo una temporada, ya que con una exitosa campaña de 30 triunfos, 3 empates, 1 sola derrota, y más de 100 goles, se consagró campeón del torneo de Primera División B  2017-18 logrando el ascenso y retornando a Primera A, donde siempre había estado desde 1991.

### Semiprofesionalismo - Actualidad
En 2019 participó del primer torneo femenino de la era semiprofesional en Argentina. En la fecha 8 de dicho torneo jugó por primera vez en la historia en el estadio principal Libertadores de América, anteriormente los partidos de local siempre habían sido jugados en otras instalaciones del club, como el Complejo de Wilde o el Parque Santo Domingo.
Desde entonces se encuentra disputando la Primera División A.

## Jugadoras

### Plantel
Actualizado a marzo de 2023.
 Notas:
- Las futbolistas Caterina Taker,[16] Florencia Rodríguez[17] y Jacquelin Dávila[18] se encuentran lesionadas de gravedad y por ese motivo no figuran en la lista de buena fe de AFA, sin embargo siguen perteneciendo al equipo y se reintegrarán en cuanto culminen su recuperación.

### Mercado de pases
| Mercado de pases 2022-23 | Mercado de pases 2022-23 | Mercado de pases 2022-23 | Mercado de pases 2022-23 | Mercado de pases 2022-23                                                 | Mercado de pases 2022-23                                                 | Mercado de pases 2022-23                                                 | Mercado de pases 2022-23                                                 |
| Altas | Altas | Altas | Altas | Bajas                                                                    | Bajas                                                                    | Bajas                                                                    | Bajas                                                                    |
| Nac. | Pos. | Jugadora | Origen | Nac.                                                                     | Pos.                                                                     | Jugadora                                                                 | Destino                                                                  |
| --- | --- | --- | --- | ------------------------------------------------------------------------ | ------------------------------------------------------------------------ | ------------------------------------------------------------------------ | ------------------------------------------------------------------------ |
| Bandera de Argentina | | Florencia Lattanzio | Excursionistas | Bandera de Argentina                                                     |                                                                          | Macarena Sosa                                                            | Platense                                                                 |
| Bandera de Argentina | | Mercedes Pereyra | River Plate | Bandera de Argentina                                                     |                                                                          | Dolores Fernández Brescia                                                | Nacional                                                                 |
| Bandera de Argentina | | Magalí Molina | Lanús | Bandera de Paraguay                                                      |                                                                          | Lidia Núñez                                                              | Agente libre                                                             |
| Bandera de Argentina | | Iara Almada | Rosario Central | Bandera de Colombia                                                      |                                                                          | Carolina Ochoa                                                           | Agente libre                                                             |
| Bandera de Argentina | | Diana Brítez | Lanús | Bandera de Argentina                                                     |                                                                          | Brisa Río                                                                | Huracán                                                                  |
| Bandera de Argentina | | Macarena Ruíz Díaz | Lanús | Bandera de Argentina                                                     |                                                                          | Melisa Guerra                                                            | El Porvenir                                                              |
| Bandera de Argentina | | Brisa Romero Flores | Rioja Juniors |                                                                          |                                                                          |                                                                          |                                                                          |
| Bandera de Argentina | | Elen Leroyer | Rosario Central |                                                                          |                                                                          |                                                                          |                                                                          |
| Bandera de Argentina | | Rosario Romero | River Plate (reserva) |                                                                          |                                                                          |                                                                          |                                                                          |
| Bandera de Argentina | | Morena Ochonga | Independiente |                                                                          |                                                                          |                                                                          |                                                                          |
| Bandera de Argentina | | Nazarena Alonso | Independiente |                                                                          |                                                                          |                                                                          |                                                                          |
| Bandera de Argentina | | Betiana Grand | Independiente |                                                                          |                                                                          |                                                                          |                                                                          |
| Bandera de Argentina | | Fermina Franco | Independiente |                                                                          |                                                                          |                                                                          |                                                                          |
| Leyenda - Nac. : Nacionalidad - Pos. : Posición - Promovida desde la reserva (divisiones inferiores/cantera) - Incorporación como cedida (préstamo) - Baja como cedida (préstamo) | Leyenda - Nac. : Nacionalidad - Pos. : Posición - Promovida desde la reserva (divisiones inferiores/cantera) - Incorporación como cedida (préstamo) - Baja como cedida (préstamo) | Leyenda - Nac. : Nacionalidad - Pos. : Posición - Promovida desde la reserva (divisiones inferiores/cantera) - Incorporación como cedida (préstamo) - Baja como cedida (préstamo) | Leyenda - Nac. : Nacionalidad - Pos. : Posición - Promovida desde la reserva (divisiones inferiores/cantera) - Incorporación como cedida (préstamo) - Baja como cedida (préstamo) | - Arquera/Portera - Defensora - Mediocampista/Centrocampista - Delantera | - Arquera/Portera - Defensora - Mediocampista/Centrocampista - Delantera | - Arquera/Portera - Defensora - Mediocampista/Centrocampista - Delantera | - Arquera/Portera - Defensora - Mediocampista/Centrocampista - Delantera |

Fuente: 

## Participación en campeonatos nacionales

### Cronograma
Independiente junto con River Plate son los dos únicos equipos con participación ininterrumpida en los torneos de AFA.

## Reserva
El Club Atlético Independiente, con su plantel de jugadoras sub-19, es uno de los dieciocho equipos fundacionales del Campeonato de Reserva del Fútbol Femenino organizado por AFA, cuya primera edición comenzó a disputarse en noviembre de 2019.

## Palmarés
| Competición        | Campeón | Subcampeón                                  | 3er Puesto                          |
| ------------------ | ------- | ------------------------------------------- | ----------------------------------- |
| Primera División A |         | Clausura 2002, Apertura 2002, Clausura 2003 | 1995, Apertura 2003, Apertura 2006, |
| Primera División B | 2017-18 |                                             |                                     |

## Rivalidades

### Clásico Femenino de Avellaneda
Disputa ante Racing Club el Clásico Femenino de Avellaneda. Es principalmente heredado del fútbol masculino.
| Último partido               | Último partido | Último partido | Último partido |
| ---------------------------- | -------------- | -------------- | -------------- |
| Independiente                | 0              | 4              | Racing Club    |
| 7 de julio de 2024 (reporte) |                |                |                |

### Otras Rivalidades
Independiente también mantiene rivalidades con Boca Juniors, River Plate y San Lorenzo de Almagro, todos ellos también heredados del fútbol masculino.